# Müller & Co
Wm H. Müller & Co's Stuwadoors Maatschappij N.V. was een handels- en scheepvaartmaatschappij die in 1876 werd opgericht door de Duitser Wilhelm Müller. In 1889 werd Anton Kröller directeur van de maatschappij, die zetelde in Den Haag. In 1970 fuseerde het bedrijf met Internatio tot Internatio-Muller

## Oprichting

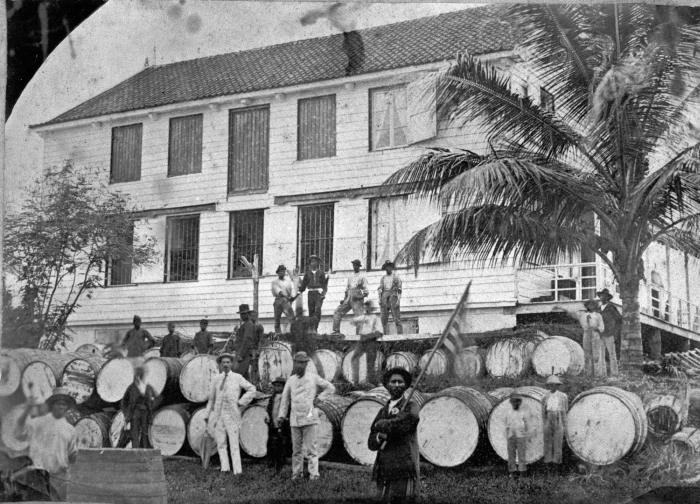
Handeslpost van Müller in Edina (Liberia), 1886

In 1876 richt Wilhelm Müller in Düsseldorf Wm H. Müller & Co op. Zijn zwager Willem Neese is zijn zakenpartner. Ze leveren vooral ijzererts aan Duitse hoogovens en na het lossen van de lading worden de binnenvaartschepen beladen met ijzer- en staalproducten. In 1878 komt er ook een vestiging in Rotterdam en dit wordt het belangrijkste kantoor. Willem Kröller treedt in 1881 in dienst en wordt verantwoordelijk voor de vestiging in Rotterdam. Wanneer Willem in 1885 ziek wordt, volgt zijn broer Anton hem op. Anton Kröller leert Helene Müller kennen, de dochter van Wilhelm, en huwt haar in 1888. Als zijn schoonvader in 1889 onverwacht overlijdt, wordt Anton Kröller op 27-jarige leeftijd de enige directeur van Müller & Co.
De kernactiviteit blijft de levering en vervoer van ertsen naar het Duitse achterland. Nieuwe activiteiten worden toegevoegd zoals een cargadoors- en expeditiebedrijf en een rederij. De maatschappij, ook bekend onder de naam Wm H. Müller & Co's Erts- en Scheepvaartmaatschappij N.V., hield zich bezig met vervoer, overslag en doorvoerhandel van ertsen en granen. Naast schepen speciaal geschikt voor het vervoer van erts had zij verder enkele ertsmijnen in bezit.

## Uitbreiding in de scheepvaart

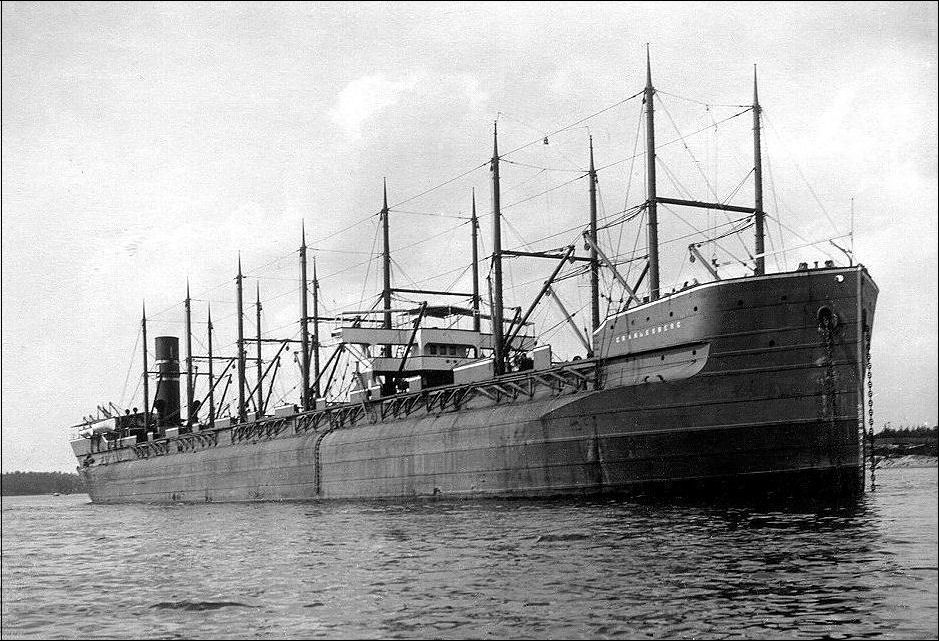
IJzerertsdrager Grängesberg (1903)

In 1895 neemt Müller & Co de Batavier Lijn over. De schepen varen een veerdienst
voor vracht en passagiers tussen Rotterdam en Londen. Nieuwe diensten worden geopend op andere havens. Tussen 1897 en 1907 worden meerdere schepen aangekocht voor het transport van erts. In verschillende landen worden vestigingen of filialen geopend waaronder Antwerpen, Hamburg en New York. Tijdens de Eerste Wereldoorlog gaan twee schepen van de Batavier Lijn verloren.
Wm H. Müller & Co is ook een van de negen investeerders die in 1919 de Koninklijke Luchtvaartmaatschappij voor Nederland en koloniën, de latere KLM, oprichten.
In 1921 wordt de Nederlandsche Stoomboot Maatschappij overgenomen met meer capaciteit om passagiers, vracht en post te vervoeren. In 1936 volgt de overname van de NV Koninklijke Hollandsche Lloyd. Van belang is verder de oprichting, in 1897, van de Stoomvaart Maatschappij "Mineral" te Rotterdam en in 1956 de N.V. Nederlandse Erts-Tanker Maatschappij te Den Haag.

## Continuiteit na overlijden Kröller
Kröller overlijdt tijdens de Tweede Wereldoorlog in 1941. Ondanks het verlies van vijf schepen wordt de groei van het bedrijf na de oorlog daadkrachtig doorgezet. Vanuit Rotterdam worden diverse lijndiensten geopend op West-Europese en Noord-Afrikaanse havens. Diverse contracten voor agentschappen voor grotere rederijen, waaronder Hamburg-America Line (Hapag), worden binnengehaald en voor de afhandeling van schepen beschikt Müller & Co over een cargadoorsbedrijf. Eigen stuwadoorsbedrijven in Amsterdam en Rotterdam zorgen voor het laden en lossen van de schepen en een binnenvaartbedrijf vervoert erts en andere goederen over de Rijn naar en van het achterland. In 1959 werd met een Amerikaanse partner een groot overslag- en opslagbedrijf voor ertsen en steenkool aan de Botlek opgericht. 
Erts blijft het belangrijkste product en Müller & Co had belangen in diverse ertsmijnen, was actief als handelaar in ertsen en had schepen voor het vervoer.
Onder meer de volgende maatschappijen ressorteerden onder Müller:
- N.V. Wm H. Müller & Co.'s Stuwadoors Mij. te Rotterdam.
- N.V. Müller-Hanna's Overslag- en Opslagbedrijf "Botlek" te Rozenburg (vanaf 1975 Frans Swarttouw).
- N.V. Het Nederlandsche Koelveem te Amsterdam.
- N.V. Rotterdamsche Transport Maatschappij "Rotrama" te Rotterdam.

## Fusie met Internatio
In januari 1970 fuseerde het bedrijf met Internatio tot Internatio-Müller. Op het moment beschikte de Koninklijke Hollandsche Lloyd over negen schepen en Müller & Co over 11 exemplaren. Deze werden alle overgedragen aan de Koninklijke Nederlandse Stoomboot-Maatschappij (KNSM).

## Vernoeming
De Müllerpier, de landtong tussen de Parkhaven en Sint-Jobshaven in het verlengde van de Coolhaven aan de westkant van het centrum van Rotterdam, is 9 november 1990 door de gemeenteraad van Rotterdam vernoemd naar het bedrijf Müller & Co, dat hier tussen 1908 en 1970 was gevestigd. Na de fusie en het vertrek van Müller werden de gebouwen en loodsen gesloopt en werd de pier een kermis- en evenemententerrein.

## Externe bronnen
- Rederijen van Müller
- Affiche van Müller